# كارل بوراك
كارل بوراك (مواليد 12 يوليو 1947) هو مبارز بالسيف من الولايات المتحدة، مثّل بلاده في الألعاب الأولمبية الصيفية 1972.

## روابط خارجية
كارل بوراك على موقع أوليمبيديا (الإنجليزية)